# Fuchsia parviflora
Fuchsia parviflora är en dunörtsväxtart som beskrevs av John Lindley. Fuchsia parviflora ingår i släktet fuchsior, och familjen dunörtsväxter. Inga underarter finns listade i Catalogue of Life.